# Erioptera (Mesocyphona) immaculata immaculata
Erioptera (Mesocyphona) immaculata immaculata is een ondersoort van de tweevleugelige Erioptera (Mesocyphona) immaculata uit de familie steltmuggen (Limoniidae). De ondersoort komt voor in het Nearctisch en Neotropisch gebied.